# Aeropuerto Internacional de Regina
El Aeropuerto Internacional de Regina (del inglés: Regina International Airport) (IATA: YQR, OACI: CYQR) es un puerto ubicado en Regina, Saskatchewan, Canadá, a aproximadamente 7 km (kilómetros) del centro de la ciudad. Es administrado por la Regina Airport Authority. Hasta el 2010 esta terminal es el segundo aeropuerto más ocupado de Saskatchewan. (el de Saskatoon John G. Diefenbaker siendo el más ocupado).
El aeropuerto es clasificado como un puerto de entrada por Nav Canada y es servido por la Agencia de Servicios Fronterizos de Canadá (CBSA). Los oficiales de la CBSA pueden servir a aviones de hasta 120 pasajeros, pero podrían servir a aviones de hasta 250 pasajeros si los pasajeros bajan en etapas.

## Servicios a pasajeros
Los servicios de pasajeros en YQR están bajo una renovación significativa. A fines de 2013 y principios de 2014, la Autoridad del Aeropuerto de Regina (RAA) emprendió esfuerzos para desarrollar y ejecutar una estrategia para mejorar los servicios minoristas, de alimentos y bebidas en el Aeropuerto Internacional Regina. Los servicios actualmente incluyen una tienda de sándwiches Subway las 24 horas, Tim Hortons Express, Relay (Duty Free) y una tienda Rumor Handcrafts completamente renovada. Además, después de la seguridad, se encuentra el salón Maple Leaf Lounge de Air Canada, una zona de juegos para niños, máquinas expendedoras, conexión Wi-Fi gratuita y una exhibición histórica ubicada después de la seguridad. También hay un cajero automático con cuatro monedas justo antes de la seguridad que dispensa dólares estadounidenses, dólares canadienses, euros y libras esterlinas.
En la actualidad, el restaurante ubicado en el segundo piso de pre-seguridad está actualmente cerrado por reformas. Los servicios posteriores a la seguridad para alimentos y bebidas también están en construcción; en el salón VIP hay disponible un menú reducido. Desde el 1 de abril hasta el 1 de octubre de 2015, YQR estuvo trabajando en opciones de servicio de alimentos adicionales y ampliadas antes y después de la seguridad, expandió los servicios minoristas posteriores a la seguridad y mejoró el diseño en el restaurante principal para mejorar el flujo de tráfico.
Las expansiones anunciadas incluyen:
- Edificio de la Terminal Aérea del Piso Principal: Subway, Tim Hortons Express y Convenience, Rumor Handcraft.

- Pre-seguridad: Tim Hortons (menú completo), Subway, Skyway Café, Relay.

- Después de la seguridad: Brioche Dorée, Tim Hortons Express, Skyway Lounge, Relay.

## Instalaciones
El Departamento de Bomberos de RAA (con una tripulación de 10) opera desde una sola estación de bomberos que alberga 2 Rosenbauer Panther 3000 ARFF, así como un camión de rescate Rosenbauer AirWolf en 2012.
En 2012, el RAA completó renovaciones en el salón de incendios del aeropuerto.
El transporte terrestre hacia/desde el aeropuerto está limitado a taxis y vehículos privados. Regina Public Transit no sirve al aeropuerto.

## Aerolíneas y destinos

### Pasajeros

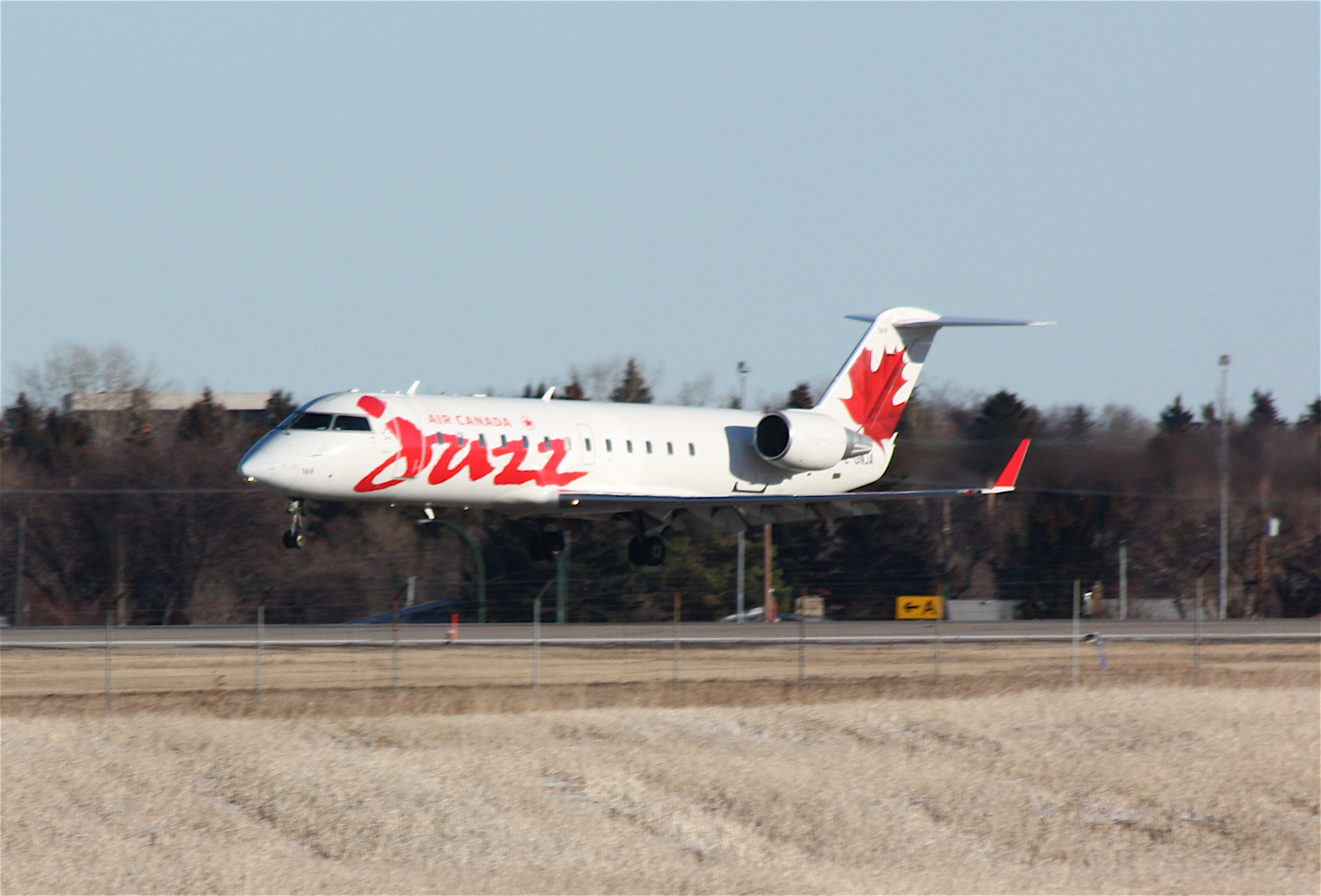
Bombardier CRJ200 de Air Canada Jazz aterrizando.

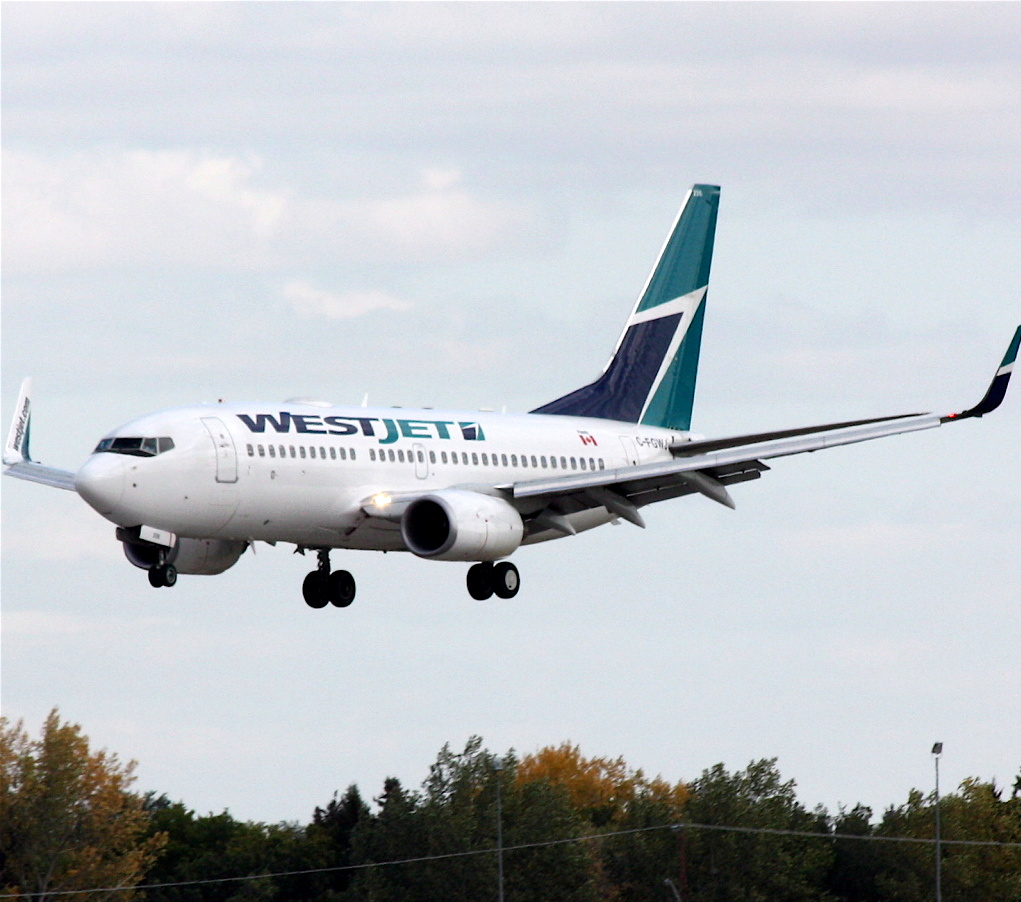
Boeing 737-700 de WestJet aterrizanado.

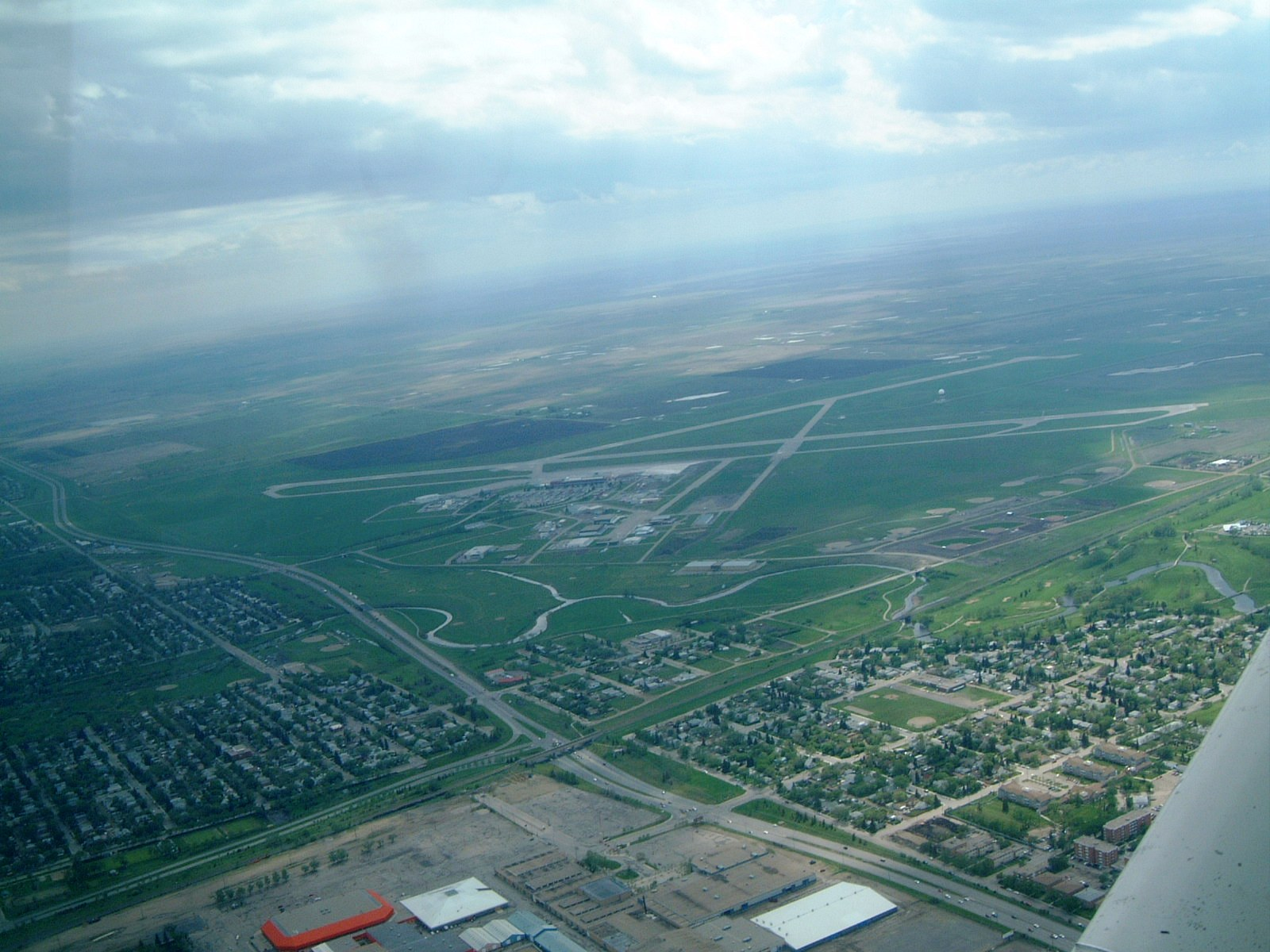
Vista aérea del aeropuerto.

| Aerolíneas         | Destinos |
| ------------------ | --- |
| Air Canada         | Estacional: Vancouver                                                                                           |
| Air Canada Express | Vancouver Estacional: Montreal–Trudeau, Saskatoon                                                               |
| Air Canada Rouge   | Toronto–Pearson                                                                                                 |
| United Express     | Denver |
| WestJet            | Calgary, Toronto–Pearson, Vancouver Estacional: Cancún, Halifax, Las Vegas, Phoenix–Sky Harbor, Puerto Vallarta |
| WestJet Encore     | Calgary, Edmonton, Mineápolis/St. Paul, Winnipeg Estacional: Kelowna                                            |

### Carga
| Aerolíneas       | Destinos            |
| ---------------- | ------------------- |
| Cargojet Airways | Saskatoon, Winnipeg |
| SkyLink Express  | Saskatoon, Winnipeg |

### Destinos nacionales
Se brinda servicio a 9 ciudades dentro del país a cargo de 5 aerolíneas.
| Calgary (YYC)   | • |   |   | 1 |
| Edmonton (YEG)  | • |   |   | 1 |
| Halifax (YHZ)   | • |   |   | 1 |
| Kelowna (YLW)   | • |   |   | 1 |
| Montreal (YUL)  |   | • |   | 1 |
| Saskatoon (YXE) |   | • |   | 1 |
| Toronto (YYZ)   | • | • |   | 2 |
| Vancouver (YVR) | • | • |   | 2 |
| Winnipeg (YWG)  | • |   |   | 1 |
| Total           | 7 | 4 | 0 | 7 |

### Destinos internacionales
Se ofrece servicio a 6 destinos internacionales (4 estacionales), a cargo de 3 aerolíneas.
| Ciudades por países                                        | Nombre del aeropuerto                             | Aerolíneas           |              |              |              |
| Norteamérica                                               | Norteamérica                                      | Norteamérica         | Norteamérica | Norteamérica | Norteamérica |
| ---------------------------------------------------------- | ------------------------------------------------- | -------------------- | ------------ | ------------ | ------------ |
| Estados Unidos (4 destinos [2 estacionales], 3 aerolíneas) |                                                   |                      |              |              |              |
| Denver                                                     | Aeropuerto Internacional de Denver                | United Express       |              |              |              |
| Las Vegas                                                  | Aeropuerto Internacional Harry Reid               | WestJet (Estacional) |              |              |              |
| Mineápolis                                                 | Aeropuerto Internacional de Mineápolis-Saint Paul | WestJet Encore       |              |              |              |
| Phoenix                                                    | Aeropuerto Internacional de Phoenix-Sky Harbor    | WestJet (Estacional) |              |              |              |
| México (2 destinos [estacionales], 1 aerolínea)            |                                                   |                      |              |              |              |
| Cancún                                                     | Aeropuerto Internacional de Cancún                | WestJet (Estacional) |              |              |              |
| Puerto Vallarta                                            | Aeropuerto Internacional de Puerto Vallarta       | WestJet (Estacional) |              |              |              |
| Total: 6 destinos (4 estacionales), 2 países, 3 aerolíneas |                                                   |                      |              |              |              |

## Estadísticas

### Tráfico anual
| Año  | Pasajeros | % Cambio    |
| ---- | --------- | ----------- |
| 2010 | 1,120,134 | Sin cambios |
| 2011 | 1,141,177 | 1.9 %       |
| 2012 | 1,185,715 | 3.9 %       |
| 2013 | 1,227,224 | 3.5 %       |
| 2014 | 1,262,577 | 2.9 %       |
| 2015 | 1,255,957 | −0.5 %      |
| 2016 | 1,262,899 | 0.5 %       |
| 2017 | 1,219,311 | −3.4 %      |
| 2018 | 1,238,239 | 1.55 %      |
| 2019 | 1,163,562 | -6.0 %      |
| 2020 | 370,364   | -68.1 %     |
| 2021 | 355,490   | 4.0 %       |
| 2022 | 764,128   | 114.95 %    |
| 2023 | 981,845   | 28.49 %     |
| 2024 | 1,082,450 | 10.25 %     |